# Bessatsu Shōnen Champion
Bessatsu Shōnen Champion (別冊少年チャンピオン) est un magazine de prépublication de mangas mensuel de type shōnen édité par Akita Shoten depuis le 12 juin 2012,.

## Séries parues
- 12 Gatsu no Zephyr
- Baki Domoe
- Baki Gaiden
- Black Jack Sôsaku Hiwa - Tezuka Osamu no Shigotoba Kara
- Crows Zero 2 - Suzuran x Hôsen
- Darwin's Game
- Hadaka no Taiyô
- Mitsudomoe
- Saint Seiya: The Lost Canvas Chronicles
- Sakura Sakura
- Sunset Rose